# PrincessH
 (octobre 2018).
Si vous disposez d'ouvrages ou d'articles de référence ou si vous connaissez des sites web de qualité traitant du thème abordé ici, merci de compléter l'article en donnant les références utiles à sa vérifiabilité et en les liant à la section « Notes et références ».
PrincessH, nom de plume d’Hélène Prince, née en 1960 à Grenoble, est une illustratrice et autrice de bande dessinée française.

## Publications

### Albums
- Julie, Kim & Théa, l'intégrale, tome 1, Lapin Éditions, octobre 2020,  (ISBN 978-2-37754-10-34))
- Apocalypse & Petits biscuits, en collaboration avec Pétronille, Lapin Éditions, 2016  (ISBN 978-2-918653-66-0).

### Albums pour la jeunesse
- Une merveilleuse grosse patate, textes et dessins : PrincessH, Lapin Éditions, 2017  (ISBN 978-2-918653-90-5).
- Un petit pois tout seul, textes et dessins : PrincessH, Lapin Éditions, 2017  (ISBN 978-2-918653-89-9).
- Poire trop poire, textes et dessins : PrincessH, Lapin Éditions, 2018  (ISBN 978-2-37754-011-2).
- Ceci est une noix, textes et dessins : PrincessH, Lapin Éditions, 2018  (ISBN 978-2-37754-012-9).
- Prune & Prétention, textes et dessins : PrincessH, Lapin Éditions, 2019  (ISBN 978-2-37754-046-4).
- Une grande asperge, textes et dessins : PrincessH, Lapin Éditions, 2019  (ISBN 978-2-37754-047-1).

### Illustration
- Ménopause, toi et moi, on s'explique ?!, autrices : Charlotte Attry, Brigitte Carrère, PrincessH, éditions Bamboo, 2020  (ISBN 978-2-8189-7701-9)
- 50 aventures dans la nature que tu dois absolument faire avant 12 ans !, auteurs : Elise Darteyre et François Lenormand, éditions Plume de Carotte, 2019  (ISBN 978-2-36672-179-9)
- En mission avec les microbes, épisode 1 : L'attaque des Virus, autrices : Ariane Melazzini, Clémence Sabbagh, éditions Le Gâteau sur la Cerise, 2018  (ISBN 978-2-37782-010-8)
- Une petite sieste, et je me recouche !, autrice : Cindy Chapelle, éditions Plume de Carotte, 2017  (ISBN 978-2-36672-126-3)
- Les Seniors & le Sexe, autrice : Inès Peyret, éditions du Dauphin, 2017  (ISBN 978-2-7163-1602-6)
- Au secours, mes petits-enfants débarquent. Jeux et activités à la maison, auteur : Pierre Lecarme, illustrateurs : PrincessH et Titwane, éditions Plume de Carotte 2016  (ISBN 978-2-36672-103-4)
- Coup de blues, Sylvie Sargueil-Chouery, La Martinière jeunesse, coll. « Hydrogène », 2005  (ISBN 2-7324-3232-6)
- J'en ai assez de mon physique, Véronique Lejeune et Philippe Elkaim, La Martinière jeunesse, coll. « Hydrogène », 2003  (ISBN 978-2732429700).
- Nuit de Noël, Magdalena, Éditions Retz, coll. « Les albums de Mika », 2001  (ISBN 2-09-602050-6).